# Душан Пекић
Душан Пекић (Међеђак Утињски, код Војнића, 23. јун 1921 — Београд, 7. децембар 2007) био је учесник Народноослободилачке борбе, генерал-пуковник ЈНА и народни херој Југославије.

## Биографија
Рођен је 23. јунa 1921. године у селу Међеђак Утињски, на Кордуну, општина Војнић. Потиче из сиромашне сељачке породице. Убрзо после завршене школе, постао је трговачки помоћник и до почетка рата радио у трговини.
С почетком оружаног устанка на Кордуну, 1941. године, ступио је у Први кордунашки партизански одред.
Члан Комунистичке партије Југославије (КПЈ) је од 15. новембра 1941. године. Учествовао је у познатој партизанској акцији у Карловцу, које је предводио Веца Хољевац, 19. новембра 1941. године, када су преобучени у домобранске униформе упали у Карловачку болницу, у покушају да ослободе Маријана Чавића. Акција није успела, јер су усташе пребациле Чавића, из болнице у затвор. Иако неуспешна, акција је имала великог одјека, како код народа, тако и код окупатора.
Од јануара до маја 1942. године био је на дужности курира између Главног штаба НОВ и ПО Хрватске и Врховног штаба НОВ и ДВЈ. Маја 1942. године постављен је за политичког комесара чете у Првом пролетерском батаљону Хрватске. Са четом је учествовао у многим борбама, али је приликом преласка батаљона са Кордуна за Жумберак, тешко рањен у непријатељском бомбардовању.
Четврта непријатељска офанзива га је затекла у болници Главног штаба Хрватске. У то време непријатељ је успео да прекине везу између Главног штаба Хрватске и Врховног штаба. Многи курири су безуспешно покушавали да успоставе везу. Тада је Главни штаб НОВ и ПО Хрватске одредио Душана Пекића да покуша да успостави везу. Пекић је пошао и после многих борби с непријатељем успео да пронађе Врховни штаб и успостави везу.
У Тринаестој пролетерској бригади, Пекић је најпре био политички комесар Првог батаљона, затим командант Другог батаљона, а 1. августа 1943. године постао је заменик команданта бригаде. С бригадом је учествовао у многим борбама, а нарочито се истакао на Плавцима, 1943. године, затим у борбама у Горињи, Пљешивици, Добранцима и др.
У јесен 1943. године, Немци су покренули офанзиву на Жумберак. У тим борбама Пекић је тешко рањен и упућен у Лику на лечење. По оздрављењу га је Главни штаб НОВ и ПО Хрватске поставио на дужност начелника Штаба Жумберачког оперативног подручја, а нешто касније и за начелника Штаба 34. хрватске дивизије НОВЈ.
После ослобођења Југославије, обављао више одговорних функција у Југословенској народној армији (ЈНА). Био је командант дивизије, командант механизованог корпуса, начелник Школског центра, командант Војног подручја, начелник Управе у Генералштабу ЈНА, заменик главног инспектора ЈНА и заменик Начелника Генералштаба ЈНА. Имао је чин генерал-пуковника ЈНА. Пензионисан је 1981. године.
На сахрани председника СФРЈ Јосипа Броза Тита, 8. маја 1980. године, налазио се у групи официра која је носила Титова одликовања. Он се тада налазио на челу те групе носећи три Титова Ордена народног хероја.
Био је председник Удружења Срба из Хрватске која је за време рата у Хрватској слала помоћ из Београда угроженим Србима на територији Крајине.
Преминуо је 7. децембра 2007. године у Београду. Сахрањен је у Алеји народних хероја на Новом гробљу у Београду.
Носилац је Партизанске споменице 1941. и других југословенских одликовања, међу којима су — Орден ратне заставе, Орден народне армије са ловоровим венцем, Орден за војне заслуге са великом звездом, Орден партизанске звезде са сребрним венцем, Ордена заслуга за народ са сребрним зрацима, Орден народне армије са златном звездом, Орден за храброст и Орден за војне заслуге са златним мачевима. Орденом народног хероја одликован је, међу првим борцима НОВ и ПОЈ, 6. децембра 1944. године.